# 共榮站

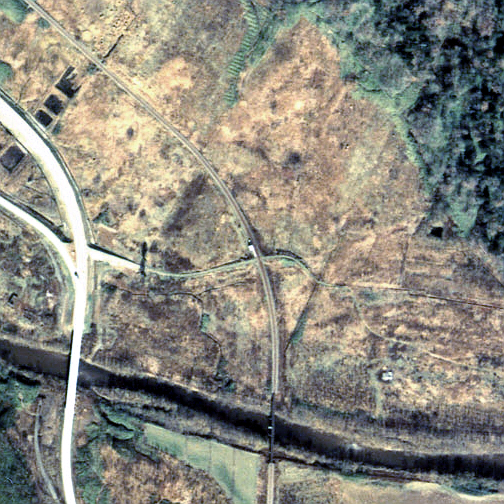
1977年的共榮臨時乘降場與方圓約500米範圍。左上方是朱鞠內方向。

共榮站（日语：／ Kyōei eki */?）是位於北海道雨龍郡幌加內町字共榮，北海道旅客鐵道（JR北海道）的深名線車站（廢站）。隨著深名線廢線，車站在1995年（平成7年）9月4日廢除。

## 歷史
- 1955年（昭和30年）8月20日 - 日本國有鐵道（國鐵）深名線共榮臨時乘降場（局（日语：鉄道管理局）設定）啟用[1]。
- 1987年（昭和62年）4月1日 - 伴隨國鐵分割民營化，車站由北海道旅客鐵道（JR北海道）營運。同時升級為車站，名為共榮站。
- 1990年（平成2年）3月10日 - 設定營業距離。
- 1995年（平成7年）9月4日 - 深名線全線廢除，此站也廢除[2]。

## 站名的由來
車站名稱取自所在地名「字共榮」。地名取自希望當地「讓我們共同繁榮」。

## 車站構造
截至車站廢除前，車站是一座地面車站，設有1面1線的單式月台。月台位於路軌西邊（名寄方向的列車會開啟左邊車門）。站內沒有轉轍器。
由於車站原自臨時乘降場，因此為一座無人車站。沒有車站大樓，月台中央部分設有候車室。月台以木建造。在名寄一方（北邊）設有斜道，連接站外設施。在冬季，車站附邊4戶人家會交替地清理積雪。

## 使用狀況
- 在1992年度（平成4年度），1日的上下車人次為0人[3]。

## 車站周邊
- 國道275號（美深國道）
- 雨龍川[4]
- 三十線澤[4]
- JR北海道巴士深名線（日语：深名線 (ジェイ・アール北海道バス)）「共榮」巴士站

## 現況
在廢站後月台還存在。截至2000年（平成12年）已經撤走，沒有痕蹟。截至2010年（平成22年）也是同樣。
截至2000年（平成12年），車站靠近朱鞠內一方的第一雨龍隧道口被鐵欄圍封。截至2010年（平成22年）也是同樣，同時發現第5雨龍川橋樑的橋柱過存在。

## 相鄰車站
北海道旅客鐵道（JR北海道）
深名線
添牛內－共榮－朱鞠內
曾經此站與添牛內站（當時為臨時乘降場）之間曾經設有大曲臨時乘降場（臨時乘降場在1976年（昭和51年）2月1日廢除）。

## 注腳
1. ↑  太田幸夫.  1. 札幌市: 富士コンテム. 2004-02-29: 194. ISBN 4-89391-549-5 （日语）.
2. 1 2 3  太田幸夫.  1. 札幌市: 富士コンテム. 2004-02-29: 194. ISBN 4-89391-549-5 （日语）.
3. 1 2 3 4 5 6  書籍《JR・私鉄全線各駅停車1 北海道630駅》（小學館，1993年6月發行）76頁。
4. 1 2  書籍《北海道道路地図 改訂版》（地勢堂，1980年3月發行）15頁。
5. 1 2  書籍《鉄道廃線跡を歩くVII》（JTB出版，2000年1月發行）35-36頁。
6. 1 2  書籍《新 鉄道廃線跡を歩く1 北海道・北東北編》（JTB出版，2010年4月發行）42頁。